# Dolores Vargas París
María Dolores Vargas París (Bogotà, ca. 1788 - Caracas, 23 d'agost de 1878), també citada com Dolores Vargas de Urdaneta, va ser la primera dama de la Gran Colòmbia de 1830 a 1831, com a muller del militar i president Rafael Urdaneta.

## Biografia
Va néixer a Bogotà el 1800, en una família en origen peninsular, el primer dels quals va arribar a Amèrica va ser Diego de Vargas el 1565, apoderat de Felip II per descobrir El Dorado. Va ser filla del doctor en Filosofia i Cànons Ignacio Vargas Tavera i de María Ignacia París Ricaurte, la qual també era membre d'una família il·lustre de la ciutat. Probablement va rebre una bona educació de caràcter acadèmic per part d'un tutor o instructor privat, no en una centre educatiu, sinó directament a casa seva.
Durant el procés d'independència del virregnat de Nova Granada, va perdre el seu pare, que va ser executat el 19 de juliol de 1816 per significar-se com a independentista, ella i la seva família van passar algunes dificultats econòmiques. Probablement, el 1816 va ser exiliada a Facatativá pel general espanyol Pablo Morillo. Com la més gran dels seus germans, va haver d'encarregar-se de la gestió del patrimoni que els restava. Després de la victòria de Simón Bolívar a la batalla de Boyacá (1819), Vargas, juntament amb la seva àvia, Genoveva Ricaurte, va ser una de les que va rebre al líder revolucionari; ambdues van ser les primeres en saludar-lo i van ser convidades a sopar a casa de Bolívar.
El 31 d'agost de 1822, va casar-se amb el general Rafael Urdaneta, militar ben relacionat amb Bolívar, a la catedral de Bogotà. Del matrimoni van néixer onze fills: Rafael, Luciano, Octaviano, Amenodoro, Adolfo, Rosa, María Dolores, Susana, Eleazar, Nephtalí i Rodolfo. Al llarg dels anys, Vargas va acompanyar al seu marit per les diferents ciutats on va desenvolupar la seva activitat política. Després de la dissolució de la Gran Colòmbia, la situació econòmica familiar va tornar a soler dolenta, a causa dels pocs beneficis que van donar alguns negocis en els quals havia invertit Vargas bona part dels diners, i va rebre l'ajuda del seu fill Rafael, que va ser fabricant de pintes. Va ser primera dama de la Gran Colòmbia de 1830 a 1831, com a muller de Rafael Urdaneta.
Dos anys més tard, va traslladar-se a viure a Veneçuela, on Urdaneta va ser nomenat ministre plenipotenciari a Espanya i França. Vargas va quedar vídua el 1845, i mai va superar la mort d'Urdaneta, al qual tampoc havia pogut acompanyar els darrers dies de vida, perquè es trobava a París. Va morir a Caracas el 23 d'agost de 1878 i va ser enterrada al cementiri General del Sud, al panteó de la família Urdaneta.